# Astragalus hedgeanus
Astragalus hedgeanus es una especie de planta del género Astragalus, de la familia de las leguminosas, orden Fabales.

## Distribución
Astragalus hedgeanus se distribuye por Afganistán.

## Taxonomía
Fue descrita científicamente por D. Podl. Fue publicada en Mitt. Bot. Staatssamml. München 25(2): 547 (1988).